# Гуситские войны
Гуси́тские во́йны (чешск. Husitské války) — военные конфликты между гуситами, последователями Яна Гуса, и их внутренними и внешними противниками (католиками и Священной Римской империей), а также между гуситскими фракциями, которые происходили на территории Чехии в период с 1419 по 1434 год и в течение некоторого времени после этого.
Первоначально гуситы сплочённо воевали против католиков, организовавших против них серию крестовых походов, позднее их движение разделилось на умеренных («чашников»), примирившихся с католиками, и радикалов («таборитов»), потерпевших поражение.
В этой войне, в отличие от всех предыдущих крупных вооружённых конфликтов на территории Европы, широко использовалось ручное огнестрельное оружие. Гуситская пехота, состоявшая в основном из чешских добровольцев, нанесла множество поражений более крупным профессиональным армиям и отрядам тяжеловооружённых рыцарей немецких, австрийских, венгерских, польских и итальянских феодалов.

## Истоки конфликта

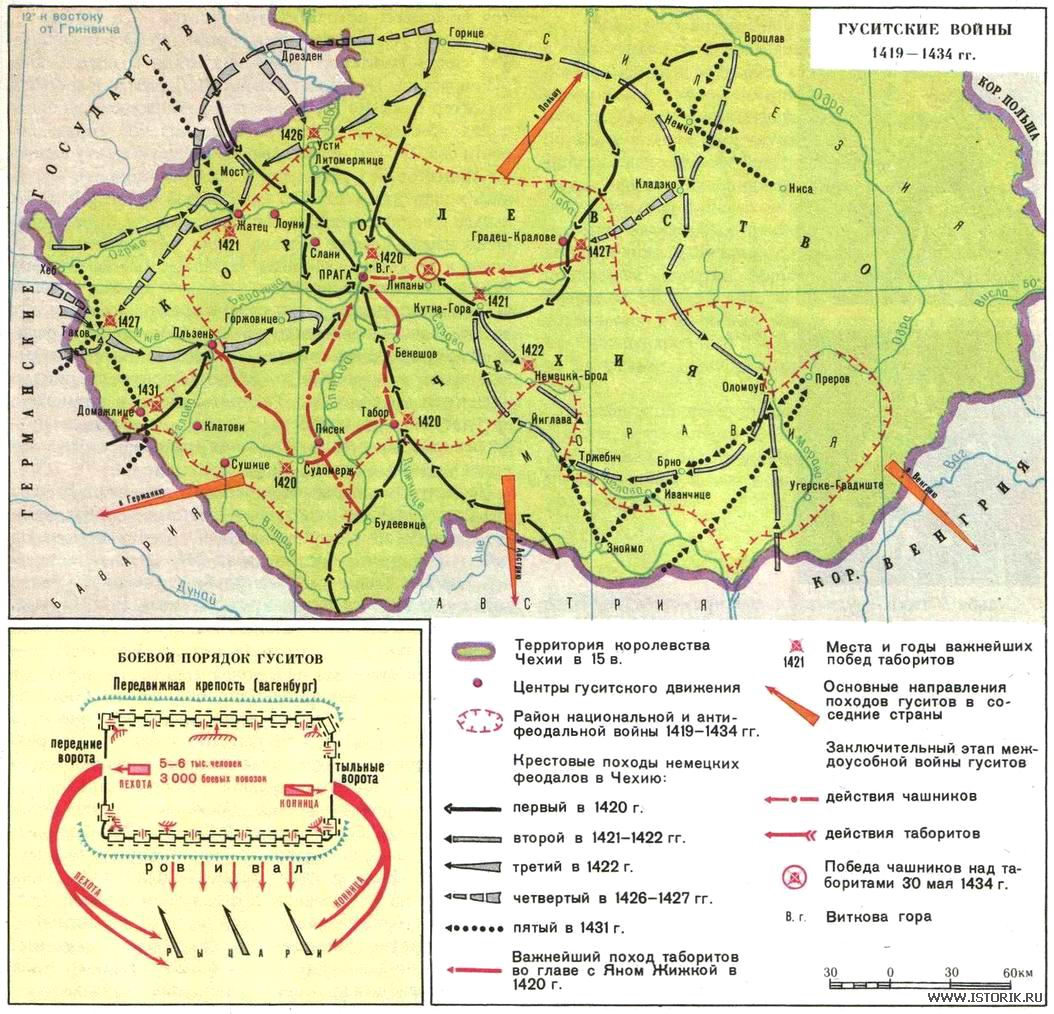
Карта Гуситских войн (1419—1434 гг.).

Гуситское движение приобрело революционный характер после того, как в Прагу пришло известие о казни Яна Гуса, — на Констанцском соборе, 6 июля 1415 года.
Ян Гус отправился в город Констанц по приглашению императора Сигизмунда Люксембургского, гарантировавшего ему безопасность, — для того, «чтобы защитить свою нацию от нареканий в ереси». Таким образом, в заключении и осуждении Гуса чехи видели оскорбление своей национальной чести, объявление их всех скопом еретиками, поскольку многие из них не слышали ничего богопротивного в умеренных и справедливых словах Гуса, а самого Гуса считали праведником. Особенно при этом они негодовали на императора — за то, что он нарушил данную им Гусу охранную грамоту.
На многолюдном сейме в сентябре 1415 года в Праге был составлен протест против сожжения Гуса (известный как protestatio Bohemorum), подписанный 452 вельможами, баронами и господами Чехии и Моравии и направленный Констанцскому собору; в протесте заявлялось о готовности «защищать до последней капли крови закон Христа и его смиренных проповедников». Ещё решительней рыцари и знать высказались во внутреннем сеймском соглашении, подписанном участниками сейма 5 сентября, в котором они обязывались «покоряться папе и епископам лишь насколько их требования согласны со святым Писанием», «допускать в своих владениях свободную проповедь слова Божия», а в случае противоречий между Святым Писанием, свободой проповеди и требованиями римской иерархии предоставлять решение на усмотрение особой коллегии Пражского университета.
Получив протест, Констанцский собор постановил «призвать к ответу» всех подписавших его, а 30 мая 1416 года осудил и предал сожжению сподвижника Яна Гуса, Иеронима Пражского. Кроме того, на Соборе отдельно обсудили и объявили ересью участившуюся в Богемии самовольную практику священников, сочувствовавших Яну Гусу, после причастия допускать мирян к чаше с кровью Христовой, в то время как пригублять из чаши, — по обычаю, установившемуся в Церкви пару сотен лет назад, — позволялось только священникам.
Возмущение этими решениями Собора, созванного, чтобы положить конец расколу в католической церкви, стало выливаться в беспорядки в Богемском королевстве. Пользуясь установленной сеймом свободой проповеди, сторонники «причащения обоими видами», — то есть не только хлебом, но и вином, как о том прямо говорится в Писании, — призывали верующих «стоять за правду», собирая толпы слушателей. Зачастую стихийные собрания заканчивались нападениями на местные монастыри или изгнанием верных Папе священников из храмов. «Чаша» стала всеобщим требованием сторонников неотложных реформ в богемской церкви, а позже — и символом всего гуситского движения. Император, занятый текущими политическими вопросами, писал гневные письма, обещая выжечь огнём и мечом «гуситскую ересь». Он требовал немедленно вернуть приходы изгнанным священникам.
Когда король Чехии Вацлав IV, повинуясь требованию своего младшего брата, императора Сигизмунда, приказал в 1419 году восстановить на места католических священников, гуситские проповедники городка Сезимово-Усти укрылись невдалеке от города, в пещерах на холме, который позже прозвали горой Фавор (по-чешски, Табор). Гора располагалась километрах в ста от Праги. Там они продолжили свои проповеди, привлекая всё больше людей. Проповеди становились всё резче и резче по отношению к Папе и его клиру. Вскоре на горе Табор появилось укреплённое поселение сторонников Яна Гуса и его сподвижников — город Табор, давший название радикальному крылу гуситского движения — таборитам.
В Праге указ короля Богемии Вацлава IV о возвращении приходов в конце концов привёл к бунту — 30 июля 1419 года гуситы взяли приступом Новоместскую ратушу, 7 ратманов были выброшены в окна и растерзаны толпой. 16 августа 1419 года король Вацлав умер и власть над пражскими городами оказалась в руках гуситов. Пражан поддержали Пльзень и Табор. Вскоре восстанием была охвачена вся Чехия.
Наследником умершего чешского короля стал его брат император Сигизмунд. Отказываться от своих прав на корону Чехии он не собирался. Война была неизбежна.

## Первый крестовый поход против гуситов

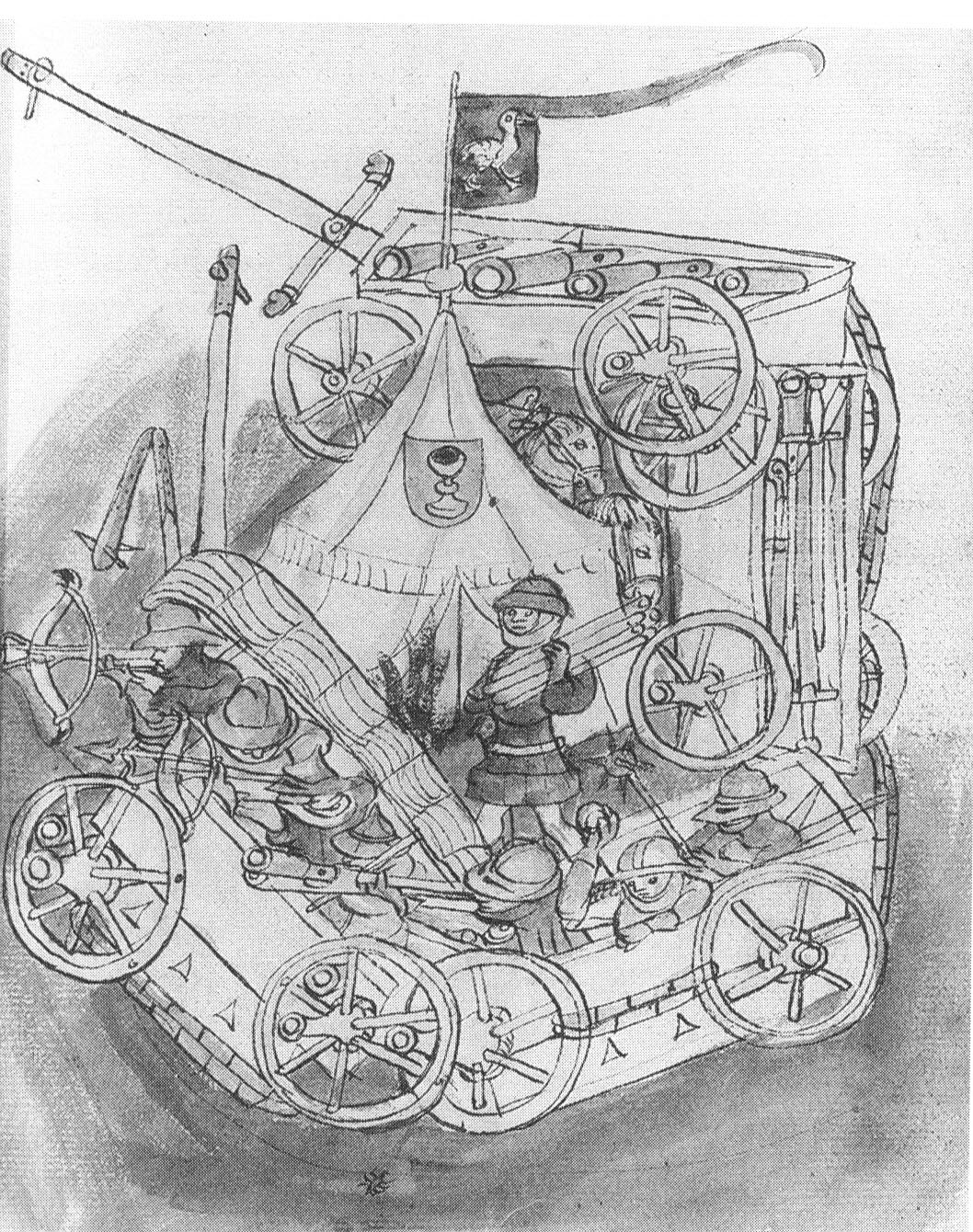
Гуситский вагенбург с бомбардами, ручницами и арбалетами. Рисунок с миниатюры начала XV века

Войска чешских панов, выступивших на стороне короля Сигизмунда и католической церкви, стали лагерем в Кутна-Горе. Для их поддержки римский папа Мартин V объявил 1 марта 1420 года крестовый поход против еретиков-гуситов. Император Сигизмунд собрал в Силезии войско из немецких, польских и венгерских рыцарей, а также из пехоты, которую составляло ополчение силезских городов и итальянские наёмники. В конце апреля его армия вторглась в Чехию и двинулась на соединение с защитниками Кутной Горы. В это время на южной границе Чехии австрийские и баварские отряды ещё только готовились к наступлению, а на северо-западной границе сосредотачивались войска из Бранденбурга, Пфальца, Трира, Кёльна и Майнца.
В конце мая Сигизмунд вступил в Кутну Гору и потребовал, чтобы жители Праги сняли осаду городской цитадели, где засели королевские солдаты. Пражане послали гонцов в Табор за помощью. 9 тысяч таборитов под командованием Яна Жижки прибыли под Прагу. Рыцари атаковали их на подходе, но были отражены огнём бомбард и защищавших вагенбург лучников и аркебузиров. 20 мая Жижка вступил в Прагу и принял командование над всей гуситской армией. Сигизмунд подошёл к Праге с востока, но атаковать неприятеля не решился и 25 мая отступил.
Тогда Жижка решил овладеть пражской крепостью. Но её защитники огнём из бомбард уничтожили осадные машины и бомбарды гуситов. Приступ захлебнулся. Вскоре к Праге, на этот раз с запада, подошёл Сигизмунд. Ему удалось провести в крепость большой обоз с продовольствием и вывести оттуда несколько сот лошадей, для которых у осаждённых не было фуража.
В конце июня, пользуясь ослабленностью гарнизона, часть которого ушла с Жижкой под Прагу, отряд немецких рыцарей и пехоты осадил оплот гуситских повстанцев — город Табор. С юга к этому городу подходило войско австрийского герцога Альбрехта V. Но отряд, спешно посланный Жижкой из Праги, внезапно атаковал противника с тыла, а гарнизон Табора сделал вылазку. Осаждавший город отряд был разбит.
После этого Сигизмунд приказал австрийцам идти к Праге. Здесь на Витковой горе 14 июля 1420 года произошло решающее сражение гуситов и крестоносцев. Если бы армия Сигизмунда овладела этой горой, Прага оказалась бы в блокаде. Однако рыцарям не удалось преодолеть ров, вырытый на склоне горы, а контратака пехоты во главе с Жижкой отбросила их к подножью. В это время во фланг войска Сигизмунда ударило пражское ополчение. Армия крестоносцев отступила.
Хотя она и не потерпела крупного поражения, а лишь мелкую тактическую неудачу, между предводителями крестоносцев начались раздоры. Поэтому 30 июля 1420 года Сигизмунд вынужден был снять осаду Праги. В ноябре его войско потерпело поражение под Вышеградом, и вся Чехия и Моравия оказалась в руках гуситов.

## Второй крестовый поход против гуситов
Летом 1421 года обострились противоречия между таборитами и чашниками. 30 июня 1421 года религиозные радикалы, в основном бедняки, во главе с пражским проповедником Яном Желивским совершили переворот в Праге, взяв под свой контроль город и установив свою власть. После взятия Праги Ян Желивский организовал военную экспедицию против баз короля Сигизмунда в северной Чехии. Были захвачены Руднице, Доксаны, Теплице, Осек. Затем гуситы захватили и сожгли город Духцов и 12 июля заняли Билину, но 5 августа потерпели поражение от войск мейсенского маркграфа Фридриха в попытке захватить оставшийся верным королю Сигизмунду город Мост.
Воспользовавшись этим, Сигизмунд начал второй крестовый поход в Чехию. В сентябре 1421 года крестоносцы осадили город Жатец недалеко от границы с Саксонией. Жижке удалось с отрядом таборитов прорвать кольцо осады и провести в город обоз с продовольствием. Однако контратака польских и венгерских рыцарей вынудила таборитов отступить к Праге.
Жижка занял оборонительную позицию на горе Владарь недалеко от города Жлутец. Табориты построили вагенбург, в котором установили бомбарды. В течение трёх дней польские и венгерские рыцари атаковали таборитов, но были отражены артиллерийским огнём и боевыми цепами-кропачами. После этого армия Жижки смогла прорваться в Жлутец. Вскоре крестоносцы, испытывавшие трудности со снабжением, покинули Чехию.
Вновь собрав серьёзную армию из немцев, венгров и итальянских наёмников, император начал вторжение в Чехию и первой стратегической целью наметил город Кутна-Гора. Этот населённый пункт интересовал Сигизмунда по трём причинам. Во-первых, учитывалось его удобное расположение, позволяющее взять под контроль значительную часть Чехии и развернуть плацдарм для дальнейших действий. Во-вторых, в городе были серебряные рудники и большие богатства. В-третьих, в городе можно было найти лояльных императору католиков.
В конце 1421 года вновь началось вторжение, крестоносцы подошли к Кутной Горе. Там армию Сигизмунда встретило войско таборитов. К тому времени Жижка в одном из боёв лишился второго глаза и полностью ослеп, что, однако, не мешало ему командовать. Жижка прибыл к городу с опережением. Ян планировал использовать отработанную тактику — занять город, встать вагенбургом перед его стенами и отстреливаться от немцев, оставив в городе небольшой гарнизон. Сперва преимущество в битве было на стороне гуситов, однако ночью лояльные императору горожане вырезали весь гуситский гарнизон и открыли ворота бойцам Сигизмунда, незаметно подошедшим к стенам. Положение гуситов резко ухудшилось.
Чтобы выйти из окружения, Жижка применил первый в истории полевой артиллерийский манёвр. В те времена бомбарды и меньшие по размеру пушки стреляли исключительно с места. В краткие сроки артиллерия была погружена на возы, закреплена всем, что было в наличии, и приготовлена к боевому применению. Возы расцепили, создали из них колонну и двинули на немцев. Приблизившись к противнику, открыли огонь и врезались в разреженные боевые порядки войск Сигизмунда, стреляя в ближайших крестоносцев огнём из ручниц и тарасниц. Таким образом гуситы прорвали окружение, но Кутная Гора осталась за Сигизмундом.
После нового года гуситы перешли в контрнаступление. Перегруппированная и усиленная армия Яна Жижки атаковала войска крестоносцев, разбив их 6 января 1422 года у деревни Небовиды (чеш. Nebovidy) и 8 января при Габрах (чеш. Habry). Табориты опрокинули рыцарей и преследовали их до города Немецкий Брод. При переправе через реку Сазава некоторые рыцари провалились под лёд и утонули. В руки таборитов попало около 500 повозок обоза, брошенного на берегу. Через два дня они овладели Немецким Бродом. Гарнизон и поддерживавших Сигизмунда горожан гуситы вырезали целиком.
Несколько месяцев спустя на помощь таборитам прибыли войска из Великого Княжества Литовского, отправленные Витовтом. Восемь лет вместе с таборитами они сражались против немецких и венгерских крестоносцев. Во главе их стоял Сигизмунд Корибутович.
В 1423 году большое войско таборитов вторглось в Моравию и Венгрию. В середине октября оно вышло к Дунаю между Комарно и Эстергомом. Здесь гуситов встретила многочисленная венгерская армия. Жижка не решился вступить с ней в бой и приказал отступить. Венгры преследовали чехов, обстреливая противника из бомбард. Табориты понесли потери, но основная часть войска смогла отступить в Чехию. Неудача венгерского похода способствовала обострению противоречий между таборитами и чашниками.

## Гражданская война
В июле 1423 года таборитский гетман Ян Жижка, воспользовавшись отсутствием пражской армии, находившейся в то время с походом в Моравии, взял под свой контроль Градец-Кралове, который входил в Пражский союз, и тем самым спровоцировал войну между гуситами.  После поспешного возвращения пражской армии солдаты обеих гуситских группировок сразились в битве у Страхова двора (4 августа), в которой войска Жижки одержали победу. Позднее слепой гетман начал формировать новый военный союз, основу которого составляли четыре города (кроме Градца-Кралове также Яромерж, Двур-Кралове и Часлав) и небольшая постоянная полевая армия.
В середине октября того же года пражане созвали представителей умеренной чашницкой и католической знати на так называемое Свято-Гавеловский сейм. Хотя в принятой на этом заседании резолюции никто не упоминается, очевидно, что она была направлена прежде всего против Жижки. Тем временем он продолжал бороться против своих врагов и в начале 1424 года разбил армию Путы из Частоловице и Яна Местецкого из Опочно в сражении при Скалице. После 5 марта он отошел в Йичин и Быджовск, а в начале мая организовал большую экспедицию на Пльзень. 17 мая против него выступили чашники и Пльзенский ландфрид, и Жижка был вынужден уклониться от открытого боя и, обманув своих противников, отступить к Кутной Горе.
Здесь 7 июня 1424 года две партии гуситов сошлись в сражении при городе Малешов. Чашники потерпели поражение благодаря внезапной контратаке таборитской конницы. Кроме того, табориты пустили по склону горы повозки, врезавшиеся в ряды чашников и вызвавшие там смятение.
Последующее примирение в Праге (так называемый Либеньский мирный договор) и другие соглашения в Здице частично урегулировали разногласия. Однако после смерти Жижки 11 октября 1424 года договор вскоре был нарушен, и наступил период взаимных боев между отдельными союзами - особенно между пражанами и сиротами (так стала называться восточночешская группировка). К сиротам обычно присоединялись табориты. В 1425 году был образован еще один Жатецко-Лоунский союз, который возглавил Якубек из Врешовиц.
Каждый гуситский союз имел ряд контролируемых городов со своими гарнизонами и ряд союзной знати со своей свитой. Полевые войска гуситских союзов представляли собой в то время уже практически профессиональные армии, возглавляемые несколькими гетманами, над которыми стоял верховный гетман. Среди выдающихся личностей здесь впервые появился Прокоп Голый (собственно — «обритый», как бывший священник). Однако вскоре после этого взаимные противоречия и распри между гуситами вновь вспыхнули, объединить их смог только внешний враг.

## Третий крестовый поход против гуситов
В 1425 году начался третий крестовый поход в Чехию. Главную роль играло австрийское войско во главе с эрцгерцогом Альбрехтом. В Моравии оно потерпело поражение и отступило в Австрию.
На следующий год чешская армия осадила Усти-над-Лабем (нем. Aussig). Прокоп Голый, чья армия состояла из отрядов таборитов, пражского ополчения и чашников, располагал 11 тысячами человек. Для деблокады Аусига двинулась объединённая имперская армия, куда входили войска мейссенских, тюрингских, лужицких, силезских и других князей, а также ополчения имперских городов, насчитывавшая 13—15 тысяч человек (по чешским источникам около 100 тысяч). Немцы атаковали чешский вагенбург, состоявший из 500 повозок, и в одном месте ворвались в него, однако наткнулись на второй пояс обороны, сооружённый из стационарных щитов. Развернув сравнительно большое количество огнестрельного оружия, чехи постепенно вытеснили противника с позиций и перешли в контратаку конницей и пехотой, которая окончательно решила исход сражения в их пользу. Немцы отступили, потеряв до 4 тысяч человек. Гуситы убили 14 князей и баронов. Более мелких представителей дворянских родов погибло несколько сотен. Те, кто успел сбежать по соседним сёлам, были зарезаны местными жителями — сторонниками гуситов. Некоторые хронисты даже считают, что погибших таким образом крестоносцев было в 3 раза больше, чем в самой битве.

## Четвёртый крестовый поход против гуситов
Четвёртый крестовый поход против гуситов в 1427 году возглавили курфюрст Бранденбурга Фридрих и Генри Бофорт. Прокоп Большой и второй гуситский гетман Прокоп Малый, в свою очередь, вторглись в Австрию, нанеся у Тахова поражение армии австрийского эрцгерцога. В ходе битвы католики решили использовать вагенбург, однако гарнизон вагенбурга бежал на начальном этапе битвы.

## Походы гуситов против немецких князей
В 1428—1430 годах гуситы неоднократно вторгались в Силезию и Саксонию, в одном из походов дойдя до города Наумбург (60 километров от Лейпцига) и взяв его в осаду. По легенде, обеспокоенные жители, чтобы как-то смягчить суровый нрав таборитов, выслали за стены своих детей, одетых в белое, с задачей вымолить пощаду у Прокопа Большого. Согласно этому красивому мифу, Прокоп выслушал детей и угостил их черешней, а от города ушёл, не нанеся никакого урона. До сих пор Наумбург каждый год организует фестиваль, посвящённый этому событию. В реальности же, скорее всего жители просто откупились от таборитов.
Прокопом был организован крупный поход 5 армий гуситов численностью 45 тысяч человек в Саксонию. В ходе похода разоряя саксонские земли, которыми правил курфюрст Фридрих II, дошли до города Магдебург. Зная о готовящемся походе, Фридрих собрал наёмное войско и планировал атаковать гуситов, когда те будут осаждать Дрезден, однако армии «еретиков» решили не ввязываться в осады и, встречая лишь малое сопротивление (среди которого можно отметить стычку между «еретиками» и Саксонской кавалерией на переправе через реку Мульде), разорительным набегом прошли по Саксонии.
Пройдя насквозь всю Саксонию, которая готовилась к набегу, гуситы повернули в южные германские земли, не ожидавшие нападения, Тюрингию и северную Баварию. Там гуситы взяли такие города как Хоф, Байройт и Кульмах и даже осадили Вену, правда, безуспешно.

## Пятый крестовый поход против гуситов
В 1431 году имперский сейм в Нюрнберге постановил организовать пятый крестовый поход в Чехию, многие, ввиду неудач прошлых походов, были против, однако Сигизмунд и папский легат, кардинал Чезарини, не желали мира с гуситами. Германские княжества выставили 8 200 конных рыцарей и 70-80 тысяч пехоты, подкреплённой 150 бомбардами. В августе у чешской границы армия крестоносцев под командованием Фридриха Бранденбургского была внезапно атакована гуситами в их лагере в Домажлице и бежала, бросив обоз и артиллерию. Затем при Тахове чехи разбили саксонских и баварских феодалов.
После поражения Сигизмунд позвал готовых к диалогу гуситов (в основном «чашников») на Базельский собор для переговоров, которые, однако, не увенчались успехом. Желая обезопасить свои земли, часть католических переговорщиков приехала в Прагу.

## Участие поляков и литовцев
В отличие от прочего католического мира, Польша отнюдь не спешила внять призывам папы римского и тем самым присоединиться к крестовым походам против гуситов. Это можно объяснить тем, что Польша опасалась интервенции (захвата) со стороны немецкого рыцарства и не желала ослаблять свои границы. Известны факты, при которых польские рыцари, а также некоторые представители дворянства, придерживались если не союзных отношений с гуситами, то как минимум нейтралитета.
Польский король Владислав-Ягайло симпатизировал Гусу, из-за чего немцы даже называли его «гуситом». Ягайло переписывался с Гусом, а польские послы вступались за Гуса на Констанцком соборе и навещали его в тюрьме. На стороне гуситов сражались польские шляхтичи, в том числе королевский канцлер Ян, подкоморий краковский Пётр. Хотя Ягайло обещал императору Сигизмунду выслать отряды на помощь, польские войска против гуситов так и не были отправлены.
В ВКЛ среди католического клира большое беспокойство вызвал случай в 1417 году, когда в Гродно один чешский шляхтич-гусит в присутствии дворян Витовта называл Гуса святым и порицал Констанцкий собор. Витовт же отправил на помощь гуситам литовско-русское войско, которое помогло отразить четыре крестовых похода. Прибыв в 1421 году в Прагу, Жигимонт Корибутович заявил, что Ягайло и Витовт будут защищать гуситов «как своих подданных и свой народ». Витовт посылал к гуситам князей Фёдора и Вячеслава Острожских и других послов.

## Балтийский поход гуситов
Польский король Ягайло запросил у гуситов помощи в борьбе с Тевтонским орденом. Поход длился 4 месяца; совместно с гуситами в нём участвовали польские, померанские и молдавские воины. 13 сентября 1433 года, из-за протестов обескровленного населения, Тевтонский орден запросил мир. Переговоры длились до декабря и завершились в пользу Ягайло.

## Окончательный разгром
В конце 1433 вспыхнула очередная война между разными ветвями гуситского движения, вызванная, прежде всего, попытками «чашников» помириться с католическим миром. «Чашники» ускорили процесс переговоров и быстро сформировали коалицию из умеренных гуситов и богемских католиков, названную Богемской лигой.
30 мая 1434 года в битве под Липанами армия таборитов была наголову разгромлена чашниками, активно поддержанными армией католиков. Практически в то же время пришёл конец и польскому гуситскому движению — в 1439 году Збигнев Олесницкий разгромил их под Гротниками.

## Мирное соглашение
В 1436 году Чехия приняла условия католического короля Сигизмунда, императора Священной Римской империи.

## Последствия
Успехи гуситов объяснялись их сплочённостью перед лицом раздробленных сил противников — Польши, Венгрии, австрийского герцогства и германских княжеств, лишь номинально объединённых под главенством германского императора. Однако сил Чехии не хватало для завоевания и удержания территорий соседних государств и полного разгрома армий крестоносцев. В конце концов умеренная часть гуситов пошла на компромисс с империей и церковью, что и привело к окончанию войны, не принёсшей, в сущности, каких-либо значительных результатов ни одной из сторон, но основательно опустошившей Центральную Европу.